# The Rookie (televisieserie)
The Rookie is een Amerikaanse misdaadserie. De serie werd oorspronkelijk uitgezonden door de Amerikaanse zender ABC. Het eerste seizoen verscheen in 2018. In 2022 verscheen de spin-off Feds. De serie is op diverse streamingdiensten te zien.

## Verhaal
De serie volgt John Nolan, een veertiger die na zijn scheiding een nieuwe carrière start bij de LAPD. Dit komt doordat hij na een bankoverval bedenkt om zijn leven om te gooien, zodat hij mensen kan helpen en de wereld een betere plek te maken. Op dit moment zijn er zeven seizoenen van deze serie maar er is officieel een achtste seizoen aangekondigd.

## Rolverdeling
| Acteur           | Rol           |
| ---------------- | ------------- |
| Nathan Fillion   | John Nolan    |
| Mekia Cox        | Nyla Harper   |
| Alyssa Diaz      | Angela Lopez  |
| Richard T. Jones | Wade Grey     |
| Melissa O'Neil   | Lucy Chen     |
| Eric Winter      | Tim Bradford  |
| Tru Valentino    | Aaron Thorsen |
| Lisseth Chavez   | Celina Juarez |
| Jenna Dewan      | Bailey Nune   |
| Deric Augustine  | Miles Penn    |